# Перемога (Барышевская община)
Перемо́га (укр. Перемога, с XVI века до 1945 — Ядловка) — село, входит в Барышевскую поселковую общину Броварского района Киевской области Украины. До 2020 года входило в состав Барышевского района.
Население по переписи 2001 года составляло 1478 человек. Почтовый индекс — 07510. Телефонный код — 4576. Занимает площадь 6,73 км².

## История
На 1866 год в селе была церковь и 207 дворов с населением 1655 человек (837 мужского и 828 женского пола).
В 1945 г. Указом Президиума ВС УССР село Ядловка переименовано в Перемогу(с укр. Победа).
28 февраля 2022 года, в ходе вторжения России в Украину, согласно расследованию радио Свобода, российские военные расстреляли пять жителей села. Украинская прокуратура расследует массовое убийство как военное преступление.

## Местный совет
Село Перемога — административный центр Перемогского сельского совета.
Адрес местного совета: 07510, Киевская обл., Барышевский р-н, с. Перемога, ул. Киевская, 7.

## Известные люди
- Бишовец, Иван Никитович (1920—1989) — участник Великой Отечественной войны 1941—1945 гг., полный кавалер ордена Славы. Родился в селе.